# Marcus Vettius Latro
Marcus Vettius Latro (vollständige Namensform Marcus Vettius Gai filius Quirina Latro) war ein im 1. und 2. Jahrhundert n. Chr. lebender Angehöriger des römischen Ritterstandes (Eques). Durch drei Inschriften, die in Thuburbo Maius gefunden wurden, sind einzelne Stationen seiner Laufbahn bekannt. Seine Laufbahn liegt in den Inschriften in leicht voneinander abweichenden Versionen vor; in allen Versionen ist sie in aufsteigender Reihenfolge wiedergegeben.
Am Anfang seiner Karriere übernahm Latro zwei religiöse Funktionen sowie zwei zivile Ämter. Er war zunächst Priester (Flamen) für den vergöttlichten Augustus (flamini divi Augusti) und danach Priester (Sacerdotes) für die Cereres (sacerdoti Cererum). Darauf folgten Positionen als quinque decuriis adlectus sowie als Praefectus fabrum.
Seine militärische Laufbahn bestand aus den für einen Angehörigen des Ritterstandes üblichen Tres militiae. Zunächst übernahm er als Präfekt die Leitung einer Cohors I Alpinorum equitata. Mit dieser Einheit nahm er am ersten Dakerkrieg Trajans teil und erhielt von Trajan dafür folgende Auszeichnungen: eine hasta pura, eine corona muralis sowie ein vexillum argenteum. Danach wurde er Tribunus militum in der Legio II Adiutrix, die in der Provinz Pannonia inferior stationiert war. Den Abschluss seiner militärischen Karriere bildete das Kommando als Präfekt der Ala Siliana.
Anschließend übte er zivile Ämter in der Verwaltung aus. Er wurde zunächst procurator annonae in Ostia und Portus; dieser Posten war mit einem Jahreseinkommen von 60.000 Sesterzen verbunden. Es folgten Verwaltungsaufgaben in der Provinz Sicilia sowie die Statthalterschaften als Procurator in den Provinzen Alpes Cottiae und Mauretania Caesariensis (in dieser Reihenfolge); die erste Statthalterschaft war mit einem Jahreseinkommen von 100.000 und die zweite mit einem Jahreseinkommen von 200.000 Sesterzen verbunden. Durch Militärdiplome sowie eine weitere Inschrift ist belegt, dass Latro von 128 bis 131 Statthalter in Mauretania Caesariensis war.
Latro war in der Tribus Quirina eingeschrieben. Zwei der Inschriften wurden von seinen Freigelassenen Marcus Vettius Euthychides und Marcus Vettius Myrinus errichtet.